# Josef Kastner (Politiker)
Josef Kastner (* 14. März 1904 in Marktredwitz; † 1. Januar 1959 ebenda) war ein deutscher Politiker (BVP, CSU).

## Leben und Wirken
Kastner besuchte die Volksschule in Marktredwitz, machte die Banklehre und ging auf die kaufmännische Fortbildungsschule Marktredwitz. Einige Zeit lang war er Kaufmannsgehilfe in einer Reihe von Privatbetrieben. 1929 begann er für die Arbeitsverwaltung, dem Vorläufer des Arbeitsamtes zu arbeiten, im selben Jahr wurde er als jüngster Stadtrat der BVP in den Stadtrat von Marktredwitz gewählt. Zum 1. Mai 1937 trat er der NSDAP bei (Mitgliedsnummer 4.090.252). In den Zeiten des Zweiten Weltkriegs war Kastner Regierungsamtmann bei der Arbeitsverwaltung im besetzten Polen. Zurück in der Heimat, wurde er 1947 zum stellvertretenden Leiter des Arbeitsamtes in Bayreuth berufen. 1948 wurde er wieder in den Stadtrat von Marktredwitz gewählt, nunmehr für die CSU. Gleichzeitig wurde er zweiter Bürgermeister der Stadt, die damals wieder kreisfrei wurde. Darüber hinaus war er von 1952 an Vorsitzender der CSU in Marktredwitz, Beisitzer am Sozialgericht Hof und Kreisvorsitzender des Bayerischen Fußballverbandes in Oberfranken sowie Träger weiterer Ehrenämter.
Bei der Landtagswahl 1958 wurde Kastner über die Wahlkreisliste Oberfranken in den Bayerischen Landtag gewählt. Bis zu seinem Tode während der Silvesternacht nahm er lediglich an zwei Landtagssitzungen teil. Sein Nachrücker war Simon Nüssel.